# Puchar Polski 2014-2015
La Puchar Polski 2014-15 fu la 61ª Coppa di Polonia di calcio e si tenne tra il 19 luglio 2014 e il 2 maggio 2015.
Il Legia Varsavia vinse il trofeo per la 17ª volta nella sua storia.

## Primo turno preliminare
Al primo turno preliminare hanno partecipato le 16 squadre vincenti le coppe regionali e le 36 squadre che hanno partecipato alla II Liga 2013-2014.
| Squadra 1                 | Risultato             | Squadra 2                  |
| ------------------------- | --------------------- | -------------------------- |
| 19 luglio 2014            |                       |                            |
| MKS Trzebinia-Siersza     | 0 – 2                 | Legionovia Legionowo       |
| Podlasie Biała Podlaska   | 1 – 1 (dts) (1–4 dcr) | Górnik Wałbrzych           |
| Wissa Szczuczyn           | 0 – 2                 | Znicz Pruszków             |
| Zagłębie Lubin II         | 1 – 3                 | Chrobry Głogów             |
| Limanovia Limanowa        | 0 – 3                 | Kotwica Kołobrzeg          |
| Pniówek Pawłowice Śląskie | 1 – 2                 | Siarka Tarnobrzeg          |
| Unia Solec Kujawski       | 2 – 1                 | Kluczbork                  |
| Polonia Bytom             | 1 – 0                 | Łysica Bodzentyn           |
| Polkowice                 | 2 – 3 (dts)           | Stal Stalowa Wola          |
| Olimpia Elbląg            | 7 – 0                 | Calisia Kalisz             |
| Pogoń Siedlce             | 2 – 1                 | Bytovia Bytów              |
| UKP Zielona Góra          | 0 – 3                 | Wigry Suwałki              |
| Warta Poznań              | 0 – 3                 | Wisła Puławy               |
| Piast Karnin              | 0 – 5                 | Raków Częstochowa          |
| Malapanew Ozimek          | 1 – 6                 | Błękitni Stargard          |
| Radomiak Radom            | 3 – 0                 | Sokół Ostróda              |
| Sparta Jazgarzew          | 4 – 1                 | Stal Mielec                |
| Pelikan Łowicz            | 0 – 0 (dts) (7–6 dcr) | Lechia Tomaszów Mazowiecki |
| Sokół Kleczew             | 1 – 1 (dts) (5–4 dcr) | Zagłębie Sosnowiec         |
| Stal Rzeszów 2            | 0 – 2                 | Świt NDM                   |
| Motor Lublino             | 5 – 0                 | Jarota Jarocin             |
| Odra Opole                | 5 – 0                 | Garbarnia Cracovia         |
| Ruch Zdzieszowice         | 1 – 3 (dts)           | Ostrów Wielkopolski        |
| Olimpia Zambrów           | 0 – 3                 | Rozwój Katowice            |
| Stal Rzeszów              | 5 – 0                 | Concordia Elbląg           |
| 20 luglio 2014            |                       |                            |
| Brda Przechlewo           | 1 – 4                 | Gryf Wejherowo             |

## Secondo turno preliminare
Wisła Puławy e Stal Rzeszów sono state ammesse direttamente al primo turno.
| Squadra 1            | Risultato | Squadra 2           |
| -------------------- | --------- | ------------------- |
| 26 luglio 2014       |           |                     |
| Legionovia Legionowo | 1 – 2     | Rozwój Katowice     |
| Odra Opole           | 1 – 2     | Znicz Pruszków      |
| Motor Lublino        | 0 – 4     | Chrobry Głogów      |
| Gryf Wejherowo       | 2 – 0     | Kotwica Kołobrzeg   |
| Świt NDM             | 2 – 3     | Siarka Tarnobrzeg   |
| Sokół Kleczew        | 3 – 0     | Unia Solec Kujawski |
| Polonia Bytom        | 1 – 0     | Pelikan Łowicz      |
| Sparta Jazgarzew     | 2 – 5     | Stal Stalowa Wola   |
| Olimpia Elbląg       | 1 – 2     | Radomiak Radom      |
| Błękitni Stargard    | 3 – 1     | Pogoń Siedlce       |
| Raków Częstochowa    | 0 – 1     | Wigry Suwałki       |
| 27 luglio 2014       |           |                     |
| Ostrów Wielkopolski  | 3 – 1     | Górnik Wałbrzych    |

## Primo turno
Al primo turno hanno partecipato le 14 squadre vincenti il secondo turno preliminare e le 18 squadre che hanno partecipato alla I Liga 2013-2014.
| Squadra 1           | Risultato   | Squadra 2             |
| ------------------- | ----------- | --------------------- |
| 12 agosto 2014      |             |                       |
| Rybnik              | 2 – 1       | Siarka Tarnobrzeg     |
| Znicz Pruszków      | 2 – 1       | Nieciecza             |
| Stal Stalowa Wola   | 2 – 0       | Olimpia Grudziądz     |
| 13 agosto 2014      |             |                       |
| Kolejarz Stróże     | 0 – 3       | Wisła Puławy          |
| Rozwój Katowice     | 0 – 1       | GKS Tychy             |
| Ostrów Wielkopolski | 2 – 1 (dts) | Puszcza Niepołomice   |
| GKS Katowice        | 1 – 2       | Chrobry Głogów        |
| Gryf Wejherowo      | 1 – 0       | Arka Gdynia           |
| Sokół Kleczew       | 1 – 4       | Miedź Legnica         |
| Polonia Bytom       | 1 – 3       | Wisła Płock           |
| Radomiak Radom      | 1 – 2 (dts) | Dolcan Ząbki          |
| Błękitni Stargard   | 1 – 0       | Chojniczanka Chojnice |
| Flota Świnoujście   | 2 – 0       | Wigry Suwałki         |
| Stal Rzeszów        | 2 – 1       | Górnik Łęczna         |
| Okocimski Brzesko   | 2 – 1       | Stomil Olsztyn        |
| Sandecja Nowy Sącz  | 0 – 1       | GKS Bełchatów         |

## Secondo turno
Al secondo turno hanno partecipato le 16 squadre vincenti il primo turno e le 18 squadre che hanno partecipato alla Ekstraklasa 2013-2014.
| Squadra 1           | Risultato             | Squadra 2         |
| ------------------- | --------------------- | ----------------- |
| 23 settembre 2014   |                       |                   |
| Widzew Łódź         | 1 – 2                 | Śląsk Breslavia   |
| Wisła Puławy        | 1 – 1 (dts) (3–4 dcr) | Piast Gliwice     |
| Górnik Zabrze       | 2 – 1                 | Korona Kielce     |
| 24 settembre 2014   |                       |                   |
| Miedź Legnica       | 0 – 4                 | Legia Varsavia    |
| Dolcan Ząbki        | 2 – 3 (dts)           | Pogoń Stettino    |
| Stal Stalowa Wola   | 2 – 1                 | Lechia Danzica    |
| Flota Świnoujście   | 1 – 2                 | GKS Bełchatów     |
| Zawisza Bydgoszcz   | 0 – 2                 | Podbeskidzie      |
| Ostrów Wielkopolski | 2 – 1                 | Ruch Chorzów      |
| Okocimski Brzesko   | 1 – 2                 | KS Cracovia       |
| Gryf Wejherowo      | 1 – 2                 | Błękitni Stargard |
| Wisła Płock         | 2 – 2 (dts) (3–4 dcr) | GKS Tychy         |
| Stal Rzeszów        | 1 – 3                 | Znicz Pruszków    |
| Rybnik              | 0 – 4                 | Zagłębie Lubin    |
| Lech Poznań         | 2 – 0                 | Wisła Cracovia    |
| 25 settembre 2014   |                       |                   |
| Chrobry Głogów      | 1 – 3                 | Jagiellonia       |

## Ottavi di finale
| Squadra 1           | Risultato   | Squadra 2       |
| ------------------- | ----------- | --------------- |
| 15 ottobre 2014     |             |                 |
| Błękitni Stargard   | 3 – 2       | GKS Tychy       |
| Znicz Pruszków      | 2 – 1       | Zagłębie Lubin  |
| 28 ottobre 2014     |             |                 |
| Stal Stalowa Wola   | 0 – 1       | Śląsk Breslavia |
| Górnik Zabrze       | 2 – 4       | Podbeskidzie    |
| 29 ottobre 2014     |             |                 |
| Ostrów Wielkopolski | 1 – 2 (dts) | KS Cracovia     |
| Piast Gliwice       | 5 – 0       | GKS Bełchatów   |
| 30 ottobre 2014     |             |                 |
| Lech Poznań         | 4 – 2 (dts) | Jagiellonia     |
| Legia Varsavia      | 3 – 1 (dts) | Pogoń Stettino  |

## Quarti di finale
| Squadra 1                  | Totale          | Squadra 2      | Andata | Ritorno |
| -------------------------- | --------------- | -------------- | ------ | ------- |
| 12 febbraio / 5 marzo 2015 |                 |                |        |         |
| Śląsk Breslavia            | 2 – 2 (1–3 dcr) | Legia Varsavia | 1 – 1  | 1 – 1   |
| 3 - 18 marzo 2015          |                 |                |        |         |
| Znicz Pruszków             | 1 – 6           | Lech Poznań    | 1 – 5  | 0 – 1   |
| 4 - 17 marzo 2015          |                 |                |        |         |
| Błękitni Stargard          | 4 – 0           | KS Cracovia    | 2 – 0  | 2 - 0   |
| 4 - 19 marzo 2015          |                 |                |        |         |
| Piast Gliwice              | 1 – 3           | Podbeskidzie   | 1 – 2  | 0 – 1   |

## Semifinali
| Squadra 1          | Totale | Squadra 2      | Andata | Ritorno |
| ------------------ | ------ | -------------- | ------ | ------- |
| 1º - 8 aprile 2015 |        |                |        |         |
| Podbeskidzie       | 1 – 6  | Legia Varsavia | 1 – 4  | 0 – 2   |
| 1º - 9 aprile 2015 |        |                |        |         |
| Błękitni Stargard  | 4 – 6  | Lech Poznań    | 3 – 1  | 1 – 5   |

## Finale
| Arbitro: | Daniel Stefanski |

|                         |           |                              |
| Jodłowiec 20’ (autogol) | Marcatori | 30’ Jodłowiec 55’ Saganowski |